# Sidirókastron
Sidirókastron (castell de Ferro en grec: Σιδηρόκαστρον) va ser un assentament fortificat medieval a la muntanya Eta en la Grècia central, esmentat per primer cop al segle xiii. La situació exacte no és coneguda i al llarg dels anys s'ha intentat situar-lo en algun lloc a la Muntanya Knemis (segons Buchon) i a altres llocs. D'acord a la Crònica de Morea la situació mes probable correspondria a unes ruïnes en un altiplà rocós que es troba a l'extrem oriental de la muntanya Eta, a la vora de el curs superior del riu Asop de Beòcia prop dels pobles moderns de Pavliani i Koumaritsi, 10 o 12 km al nord de Gravia i de Kastellia, conforme al que va indicar el 1933 G. Kolias. Estava situat proper a Sideroporta (Porta de Ferro), un pas de muntanya que era dominat pel castell i controlava les rutes des del riu Asop al Cefís.
El castell és esmentat per primer cop com una de les fortaleses cedides per Joan I Ducas de Tessàlia al ducat d'Atenes, aleshores en mans de la família de la Roche, en concepte de dot de la seva filla Elena Comnena Ducaina que es casava amb Guillem I de la Roche, senyor de Livàdia i hereu i futur duc d'Atenes. El castell era considerat la clau per dominar el ducat d'Atenes. Després de la victòria catalana al Cefís el març de 1311, que va donar a la Companyia Catalana el domini del ducat, Sidirókastron fou ocupat pels catalans el 1318, a l'extinció dels Àngel de Tessalia, i quan poc temps després es va crear el ducat de Neopàtria, fou una de les tres capitanies del ducat. El castell fou considerat territori reial i va tenir diversos capitans catalans. És possible que el 1367 fos atacat per grups organitzats albanesos emigrats a la zona, però si van arribar a ocupar el castell el van abandonar al cap de molt poc temps. No se sap en quina data es va perdre definitivament, però segurament el 1389 o 1390 va caure en mans d'Erard IV Làscaris (fill de Joan Làscaris Koloferos), proclamat baró d'Arcàdia com herència materna, que és esmentat com posseidor del castell el 1391. Posteriorment ja només apareixen capitans florentins d'Atenes, al servei dels Acciajouli; Salona, al sud-oest, fou ocupada pels otomans el 1392. A mesura que va perdre la seva condició de fortalesa de frontera, va perdre importància i fou abandonada.
Avui dia les ruïnes esmentades estan abandonades i únicament és accessible des de Pavliani. Les restes encara es conservaven de manera substancial a la primera meitat del segle, però en la segona meitat van ser molt malmeses i només una petita part subsisteix.